# Maurizio Palomba
Maurizio Palomba (Caracas, 2 febbraio 1960 – Roma, 21 aprile 2018) è stato uno psicologo italiano attivista per i diritti LGBT.

## Biografia
Nato a Caracas la capitale venezuelana, Maurizio Palomba è stato un esperto di psicologia e di tematiche inerenti l'omosessualità. Dal 1993 era iscritto all'ordine degli psicologi di Roma, città nella quale viveva dal 1989.
Come attivista per i diritti LGBT si è impegnato in Arcigay, l'associazione italiana dedita alla tutela dei diritti delle persone omosessuali, costituita a prima a livello locale a Palermo nel 1980 e, cinque anni dopo, su scala nazionale, divenendo presidente nel 1995 della sezione di Roma.
In seguito, nel 1989/90, sul modello dei Gaycounseling di stampo anglosassone, fondò  il Gaycounseling, un approccio psicologico integrato che si rivolge alla comunità gay e lesbica per favorire lo sviluppo armonico dell'individuo e migliorarne le relazioni interpersonali ed intime,  e divenne egli stesso gaycounselor a Roma
In carriera è stato autore di diversi libri con tematiche legate all'omosessualità e alla psicologia ed in particolare: L'attività psicoterapeutica. Etica ed estetica promozionale del libero professionista, con Edoardo Giusti Sovera ed. nel 1993, Identità diverse. Psicologia delle omosessualità. Counseling e psicoterapia per gay e lesbiche, con Roberto Del Favero nel 1996, Essere e vivere la diversità nel 1999, Chat to chat. La comunicazione on line. Esperienze della comunità gay, con Giuseppe Martino nel 2000 e curatore del libro Crescere autentici. Approcci di counseling nel 2008.

## Pubblicazioni
- L'attività psicoterapeutica. Etica ed estetica promozionale del libero professionista, con Edoardo Giusti (1993, Sovera Editore)
- Identità diverse. Psicologia delle omosessualità. Counseling e psicoterapia per gay e lesbiche, con Roberto Del Favero (1996, Kappa Ed.)
- Essere e vivere la diversità (1999, Kappa E.)
- Chat to chat. La comunicazione on line. Esperienze della comunità gay, con Giuseppe Martino (2000, Kappa Edizioni)
- Crescere autentici. Approcci di counseling (2008, Kappa Edizioni)